# Sceloporus lunae
Sceloporus lunae är en ödleart som beskrevs av  Bocourt 1873. Sceloporus lunae ingår i släktet Sceloporus och familjen Phrynosomatidae. Inga underarter finns listade i Catalogue of Life.